# Шомин, Валерий Кимович
Вале́рий Ки́мович Шо́мин (31 июля 1971 года, Москва) — российский стрелок, выступающий в дисциплине скит, чемпион мира, участник трёх Олимпиад.

## Биография
Валерий Шомин начал заниматься стендовой стрельбой в середине 1980-х. В 1991 году, ещё в составе советской сборной, он стал вице-чемпионом Европы среди молодёжи на первенстве в Болонье. Тренируется под руководством Сергея Плановского.
В 2000 году Шомин впервые в карьере попал на призовой подиум этапа кубка мира в Дели, где набрал 148 очков из 150. В том же году стал третьим на финале Кубка мира. В 2003 году на этапе в Гранаде Шомин показал абсолютный результат, поразив все 150 мишеней. К тому времени российский стрелок уже был вице-чемпионом мира, завоевав это звание в 2002 году в Лахти.
На Играх в Афинах Шомин поразил 120 мишеней и стал с этим результатом лишь 15-м, не пройдя в финальный раунд. Четыре года спустя в Пекине он выступил ещё хуже, став 19-м с результатом 115.
В 2010 году на Чемпионате мира в Мюнхене российский стрелок в упорной борьбе выиграл золото чемпионата мира. В основных соревнованиях он как и итальянец Эннио Фалько набрал 149 баллов и опередил своего соперника лишь в перестрелке.
На лондонских Играх Шомин с третьей попытки смог пробиться в финальный раунд, разделив по итогам квалификации третье место с катарцем Нассером Аль-Аттией. В финальном раунде Валерий промахнулся дважды, набрав суммарно 144 очка. Такой же результат показал и Аль-Аттия. В перестрелке за бронзу россиянин промахнулся шестым выстрелом и остался без медали.